# Ostercappeln
Ostercappeln (niederdeutsch: Austerkappeln) ist eine Gemeinde im Osten des Landkreises Osnabrück in Niedersachsen.

## Geografie

### Geografische Lage
Ostercappeln liegt im Natur- und Geopark TERRA.vita am Übergang vom Nordhang des Wiehengebirges im südlichen Gemeindeteil Ostercappeln zu weiten Moorflächen im Norden des Gemeindegebiets. Der Mittellandkanal durchquert die nördlichen Gemeindeteile Venne (Ostercappeln)
und Schwagstorf.

### Geologie
Das vielfältige Landschaftsbild wird vom Wiehengebirge, dem Venner Moor und den Feldern, Wiesen und Mischwäldern der Geestlandschaft geprägt.

### Nachbargemeinden
Nachbargemeinden sind, beginnend von Norden im Uhrzeigersinn:
- die Gemeinde Neuenkirchen-Vörden (Landkreis Vechta)
- die Gemeinde Bohmte
- die Gemeinde Bad Essen
- die Gemeinde Bissendorf
- die Gemeinde Belm
- die Gemeinde Bramsche (alle Landkreis Osnabrück)

### Gemeindegliederung
Gemeindeteile und Einwohnerzahlen:
- Ostercappeln (mit Haaren, Hitzhausen, Jöstinghausen, Mönkehöfen und Nordhausen, ca. 5.000) – Sitz der Gemeindeverwaltung
- Schwagstorf (mit Driehausen, ca. 2.000)
- Venne (mit Broxten, Niewedde und Vorwalde, ca. 3.000)

## Geschichte

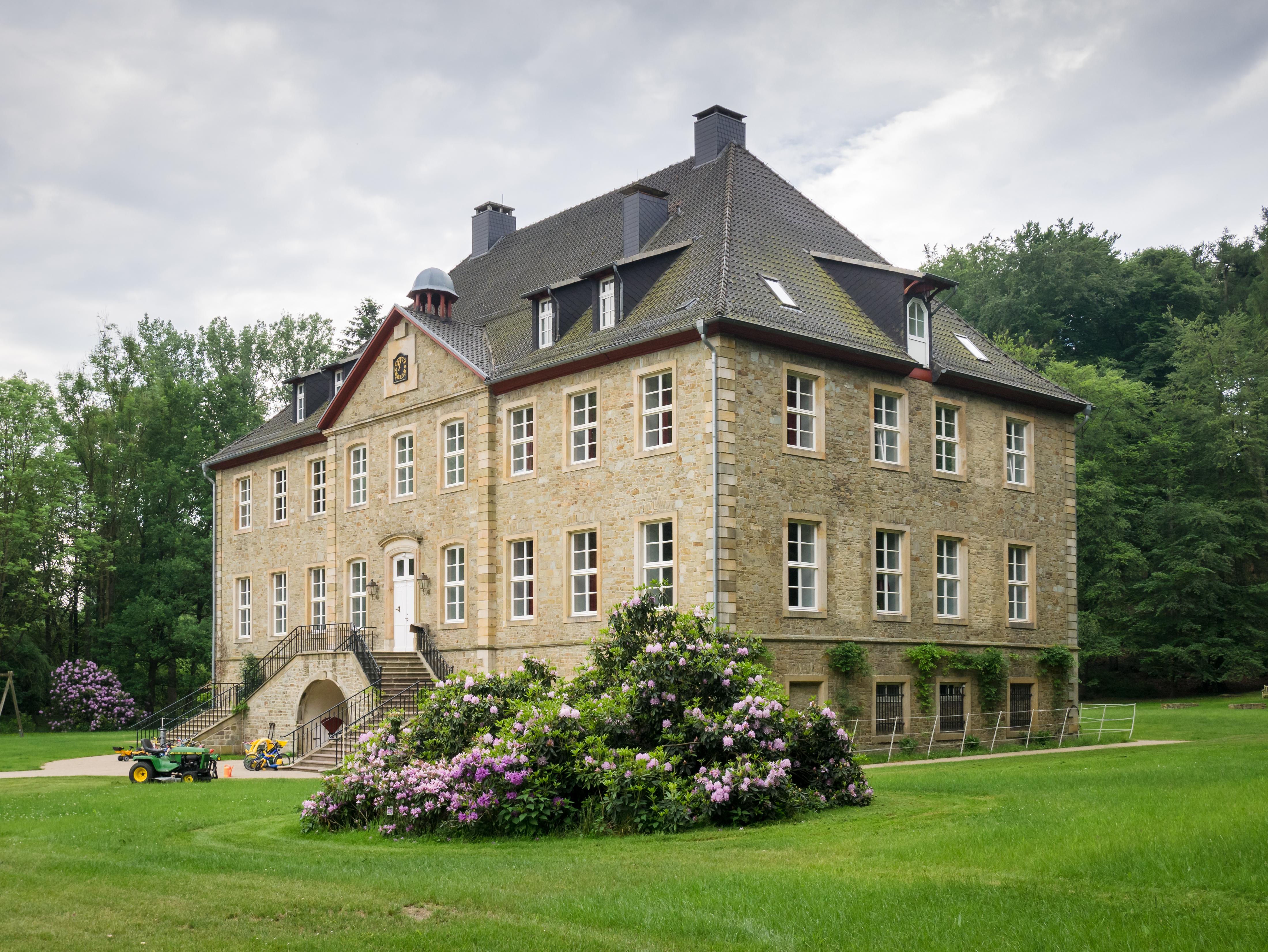
Herrenhaus Krebsburg bei Ostercappeln

Das Gemeindegebiet war schon in der Frühzeit besiedelt. Vor 5000 Jahren wurden zwischen Wiehengebirge und Moor zahlreiche Hünengräber errichtet, darunter die Darpvenner Steine sowie die Driehauser Steine an der Straße der Megalithkultur.
Bei der Schnippenburg im Ortsteil Schwagstorf befand sich während der Eisenzeit eine Befestigungsanlage. Neuere Forschungen bestätigten eine Nutzung der Anlage im 3. und 2. Jahrhundert v. Chr., die durch Ausgrabungen ermittelte genaue Bauzeit liegt in den Jahren 278 bis 268 v. Chr. Die Befestigungsanlage wurde noch vor ihrem natürlichen Verfall aus bisher unbekannten Gründen vollständig eingeäschert. Zahlreiche Funde belegen die Bedeutung der Anlage, in deren Umfeld Eisen produziert und weiterverarbeitet wurde. Die Befestigungsanlage ist als Zentrum eines größeren Siedlungsgebietes anzusehen. Verschiedene Hinweise deuten an, dass die Schnippenburg nicht nur als Siedlungs- und Handelsplatz genutzt wurde, sondern auch Ort kultischer Handlungen war. Darauf weist ein Areal mit Opfergruben hin, die im Zuge des Ausgrabungsprojektes Schnippenburg freigelegt wurden. Die Forschungsergebnisse werden seit 2007 im Rahmen einer Wanderausstellung präsentiert.
Zwischen Bramsche und Ostercappeln liegt der wahrscheinliche Ort der für die europäische Geschichte bedeutenden Varusschlacht, in der germanische Truppen unter Führung des Cheruskerfürsten Arminius drei römische Legionen vernichtend schlugen.
Der Name Ostercappeln geht zurück auf die Gründung einer Kapelle (capellun) oder Kirche im Osten des Bistums Osnabrück, zur Unterscheidung von einer anderen Kapelle im Westen (Westerkappeln). Die Kirche muss in der Zeit nach dem Jahre 800 unter Karl dem Großen entstanden sein.
Der Ortsteil Venne wurde im Jahre 1074, Schwagstorf in 1090 und Ostercappeln in 1198 erstmals urkundlich erwähnt.
Laut Wagler soll in Ostercappeln eine besondere, uralte Eiche gestanden haben, die im Jahr 1866 umfiel. Dies galt im sogenannten „Volksmund“ als böses Omen für das Königshaus in Hannover.
Am 16. Januar 1918 verunglückten nahe Ostercappeln auf der Bahnstrecke Wanne-Eickel–Hamburg zwei Züge. Ein Schnellzug fuhr auf einen Urlauberzug mit Soldaten, wobei 66 Menschen verletzt wurden und 31 starben, unter anderem 12 Finnische Jäger.
Am 30. April 1945 wurden auf der Bremer Straße in Osterkappeln-Haaren 13 Serben aus dem sich in der Auflösung befindlichen Kriegsgefangenenlager Oflag VI C aus Atter durch einen Tieffliegerangriff getötet.
In der Nacht vom 1. auf den 2. August 1982 kam es in Ostercappeln auf der Bahnstrecke Wanne-Eickel–Hamburg zu einem Zusammenstoß des Schnellzugs „Nord-Express“, der von Aachen nach Kopenhagen unterwegs war, mit einem Schützenpanzer der britischen Garnison Osnabrück. Bei dem Unglück starben die beiden Panzerfahrer, der Lokführer und 21 Passagiere wurden verletzt.

### Eingemeindungen
Am 1. Juli 1972 wurde die Gemeinde Ostercappeln durch den Zusammenschluss der Gemeinden der Samtgemeinde Ostercappeln (Gemeinden Haaren, Hitz-Jöstinghausen, Nordhausen und Ostercappeln) und der Samtgemeinde Venne (Gemeinden Broxten, Niewedde und Vorwalde) sowie der Gemeinde Schwagstorf neu gebildet. Am 1. Juli 1975 kam ein Gebietsteil der Nachbargemeinde Bohmte mit damals etwa 100 Einwohnern hinzu.

### Einwohnerentwicklung

Bevölkerungsentwicklung seit 1987

Die folgende Übersicht zeigt die Einwohnerzahlen von Ostercappeln im jeweiligen Gebietsstand und jeweils am 31. Dezember.
Bei den Zahlen handelt es sich um Fortschreibungen des Landesbetriebs für Statistik und Kommunikationstechnologie Niedersachsen auf der Basis der Volkszählung vom 25. Mai 1987.
Bei den Angaben aus den Jahren 1961 (6. Juni) und 1970 (27. Mai) handelt es sich um die Volkszählungsergebnisse einschließlich der Orte, die am 1. Juli 1972 eingegliedert wurden. Es gilt der Gebietsstand am 1. Juli 1975.
| Jahr | Einwohner |
| ---- | --------- |
| 1961 | 6963      |
| 1970 | 7154      |
| 1987 | 7805      |
| 1990 | 8099      |
| 1995 | 8996      |
| 2000 | 9254      |
| 2005 | 9671      |
| 2010 | 9505      |
| 2011 | 9502      |
| 2015 | 9566      |
| 2015 | 9628      |
| 2018 | 9688      |

## Politik

### Gemeinderat
Der Gemeinderat der Gemeinde Ostercappeln besteht aus 24 Ratsfrauen und Ratsherren. Dies ist die festgelegte Anzahl für eine Gemeinde mit einer Einwohnerzahl zwischen 9.001 und 10.000 Einwohnern. Die 24 Ratsmitglieder werden durch eine Kommunalwahl für jeweils fünf Jahre gewählt. Die aktuelle Amtszeit begann am 1. November 2021 und endet am 31. Oktober 2026.
Stimmberechtigt im Rat der Gemeinde ist außerdem der hauptamtliche Bürgermeister.
Die folgende Tabelle zeigt die Kommunalwahlergebnisse seit 1996.
| 2021–2026 | 51,6 | 13 | 20,4 | 5 | 19,5 | 4  | 3,6 | 1 | 3,1 | 1 | 1,8 | 0 | —   | — | 100 | 24 | 60,8  |
| 2016–2021 | 54,5 | 13 | 10,6 | 3 | 27,2 | 6  | 3,7 | 1 | —   | — | 4,0 | 1 | —   | — | 100 | 24 | 58,06 |
| 2011–2016 | 49,5 | 12 | 12,8 | 3 | 33,8 | 8  | 1,7 | 0 | —   | — | 2,2 | 1 | —   | — | 100 | 24 | 55,83 |
| 2006–2011 | 56,0 | 14 | —    | — | 38,7 | 9  | 5,3 | 1 | —   | — | —   | — | —   | — | 100 | 24 | 56,6  |
| 2001–2006 | 54,1 | 14 | 3,4  | 0 | 36,9 | 10 | 3,3 | 0 | —   | — | —   | — | 2,3 | 0 | 100 | 24 | 64,8  |
| 1996–2001 | 53,9 | 13 | 7,0  | 1 | 31,5 | 8  | —   | — | —   | — | —   | — | 7,6 | 1 | 100 | 23 | 69,4  |
| Prozentanteile gerundet Quellen: Landesbetrieb für Statistik und Kommunikationstechnologie Niedersachsen, Landkreis Osnabrück. Bei unterschiedlichen Angaben in den genannten Quellen wurden die Daten des Landesbetrieb für Statistik und Kommunikationstechnologie verwendet, da diese eine insgesamt höhere Plausibilität aufweisen. |      |    |      |   |      |    |     |   |     |   |     |   |     |   |     |    |       |

### Bürgermeister
Hauptamtlicher Bürgermeister der Gemeinde Ostercappeln ist seit 2021 Erik Ballmeyer (CDU). Im ersten Wahlgang wurde er mit 59,24 Prozent der Stimmen gewählt. Gegenkandidierende waren Jana Broeker-Stockhoff (Grüne, 22,7 %), Simone Jaschke (parteilos, 11,13 %) und Michael Elabor (parteilos, 6,93 %).
- 1984–2001: Heinz Schockmann (CDU)[15]
- 2001: Günter Schröder (CDU)
- 2001–2021: Rainer Ellermann (CDU)
- seit 2021: Erik Ballmeyer (CDU)

### Wappen
Das Wappen der Gemeinde Ostercappeln zeigt einen schwarzen Ring, der an den Anfangsbuchstaben des Ortsnamens und an das Osnabrücker Rad erinnert. Die acht roten Rauten verweisen auf die ehemaligen selbständigen Gemeinden Haaren, Hitz-Jöstingshausen, Nordhausen, Ostercappeln (Samtgemeinde Ostercappeln), Broxten, Vorwalde, Niewedde (Samtgemeinde Venne) und Schwagstorf. Das Wappen wurde im Zuge der Gebiets- und Verwaltungsreform von 1972 vom Gemeinderat Ostercappeln in Auftrag gegeben.

### Ortsrat
Der Ortsrat, der den Ortsteil Ostercappeln der gleichnamigen Gemeinde vertritt, setzt sich aus neun Mitgliedern zusammen. Die Ratsmitglieder werden durch eine Kommunalwahl für jeweils fünf Jahre gewählt. Die aktuelle Amtszeit begann am 1. November 2021 und endet am 31. Oktober 2026.

Bei der Kommunalwahl 2021 ergab sich folgende Sitzverteilung:
| Ortsrat 2021Insgesamt 9 Sitze - SPD: 2 - Grüne: 2 - CDU: 5 |

### Städtepartnerschaften
- Bolbec (Frankreich), seit 1966[18]
- Olsztynek (Polen), seit 2017[18]

## Kultur und Sehenswürdigkeiten

### Musik
Venne gilt als Folkmusikzentrum. Hier findet am Muttertagswochenende im Mai der Internationale Venner Folk Frühling statt.

### Bauwerke
siehe auch: Liste der Baudenkmale in Ostercappeln
Die Stelle, an dem die heutige katholische Kirche St. Lambertus im Ortszentrum steht, ist vermutlich der Ort der ältesten Kirchengründung Ostercappelns. Die Hallenkirche wurde 1873 im neugotischen Stil errichtet, der romanische Turm stammt vom Vorgängerbau aus dem 14. Jahrhundert, dessen Kirchenschiff 1872 abgerissen wurde. Die Kirche ist mit Altar, Ambo und Tabernakel des Osnabrücker Bildhauers Walter Mellmann ausgestattet.

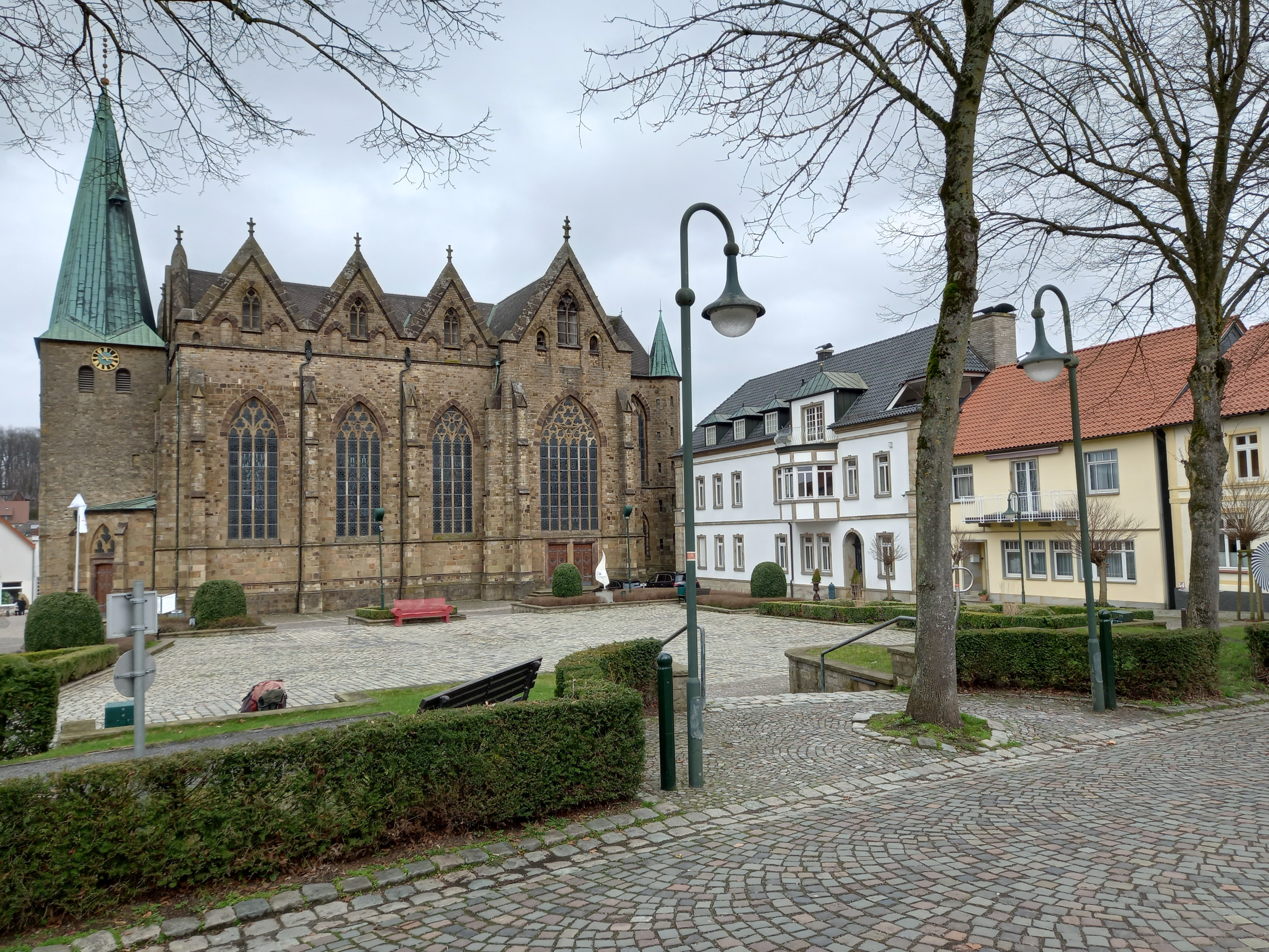
Gesamtansicht des Kirchplatzes; hinten links die Pfarrkirche St. Lambertus
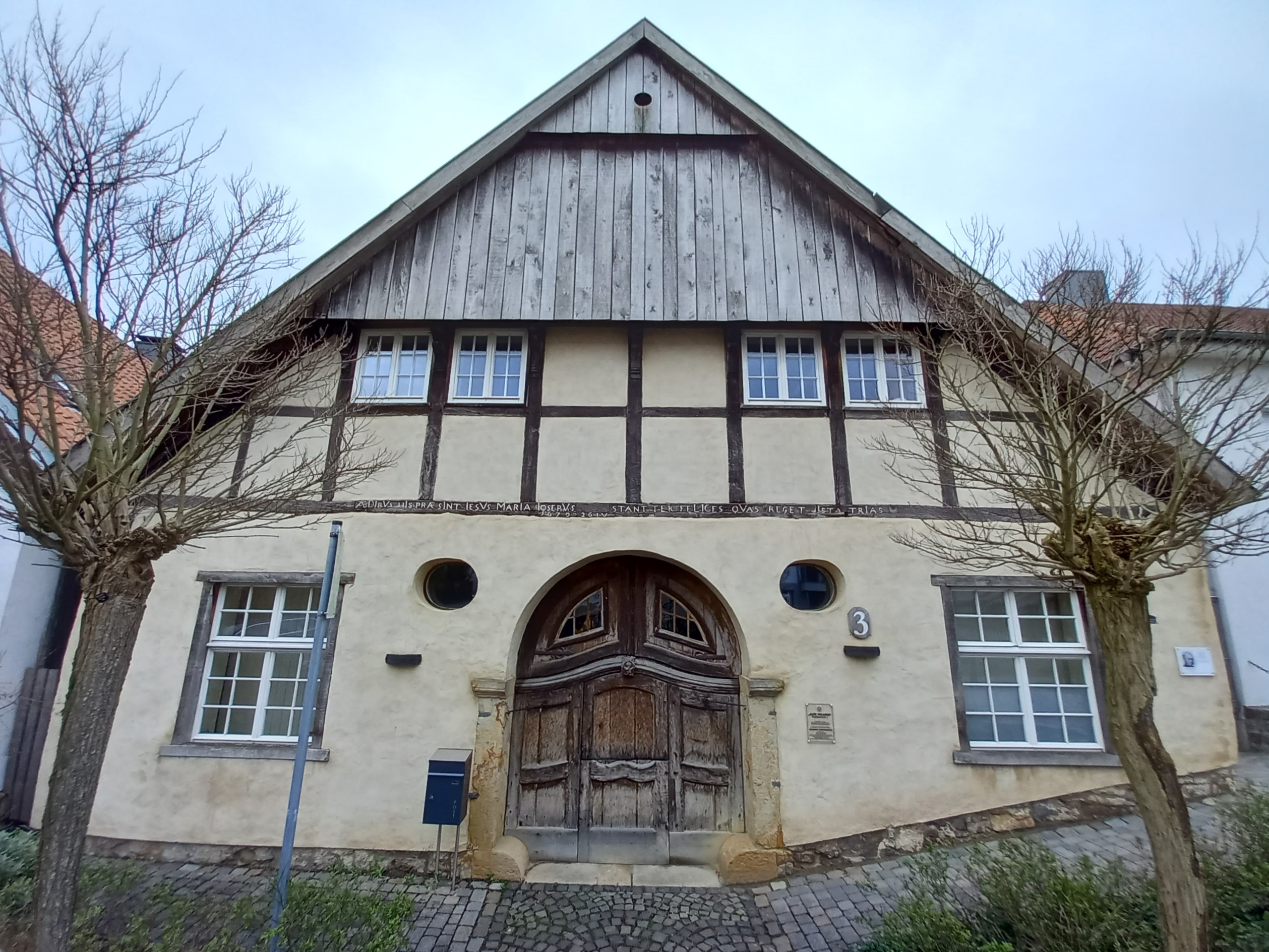
Altes Vikariat an der Windthorststraße
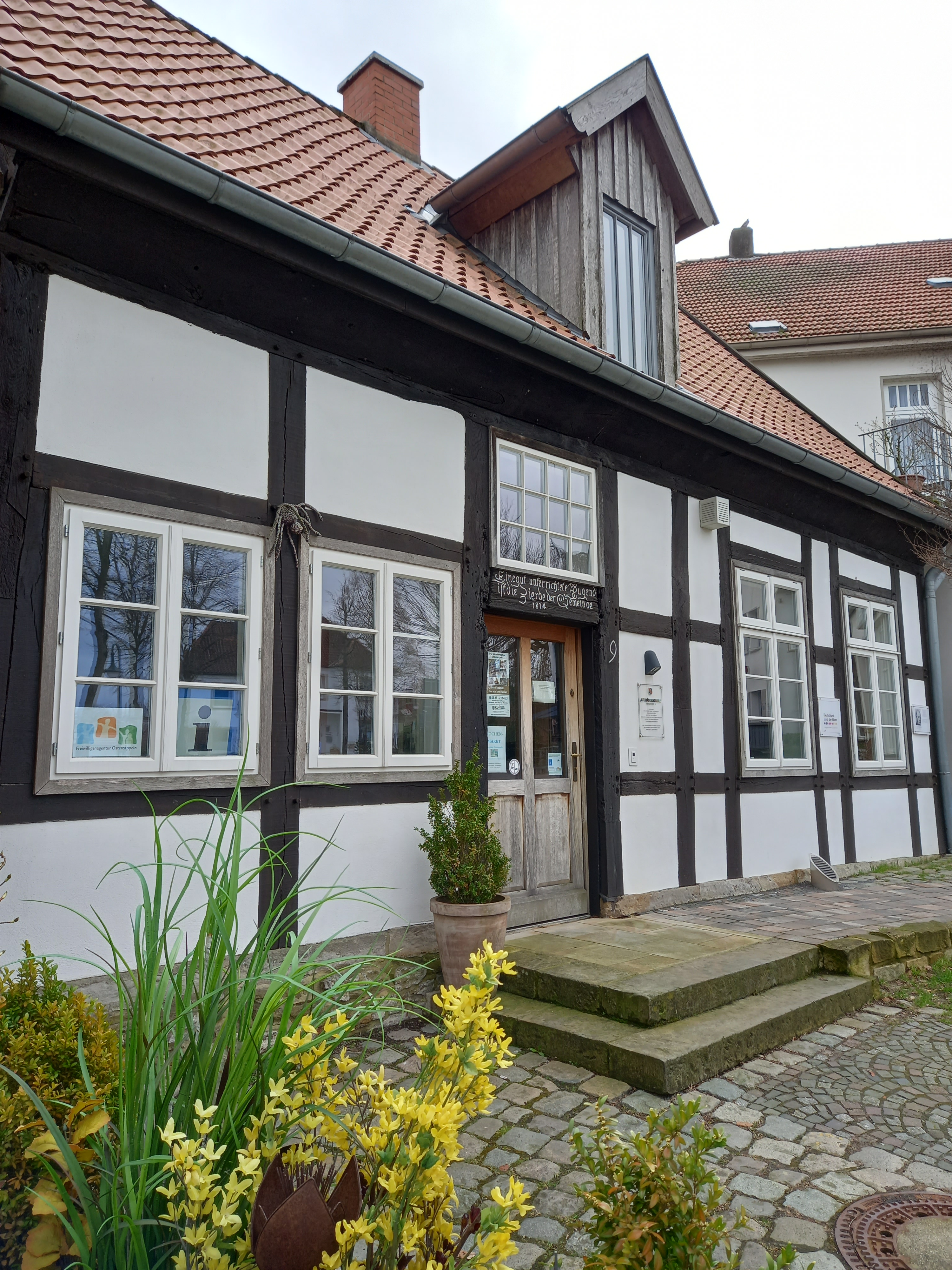
Alte Mädchenschule in der südöstlichen Ecke des Kirchplatzes

Zu den archäologischen Sehenswürdigkeiten zählen die Darpvenner Megalithgräber, die eisenzeitliche Schnippenburg, das rekonstruierte Eisenzeithaus Darpvenne und das zwischen Bramsche und Ostercappeln liegende antike Schlachtfeld der Varusschlacht. An der Vermarktung des Ereignisses hat die Gemeinde Ostercappeln allerdings keinen Anteil, da Museum und Park Kalkriese vollständig auf dem Gebiet der Stadt Bramsche liegen. Im Großen Moor, unweit vom Gasthaus Beinker, wurden vorgeschichtliche Moorwege freigelegt.

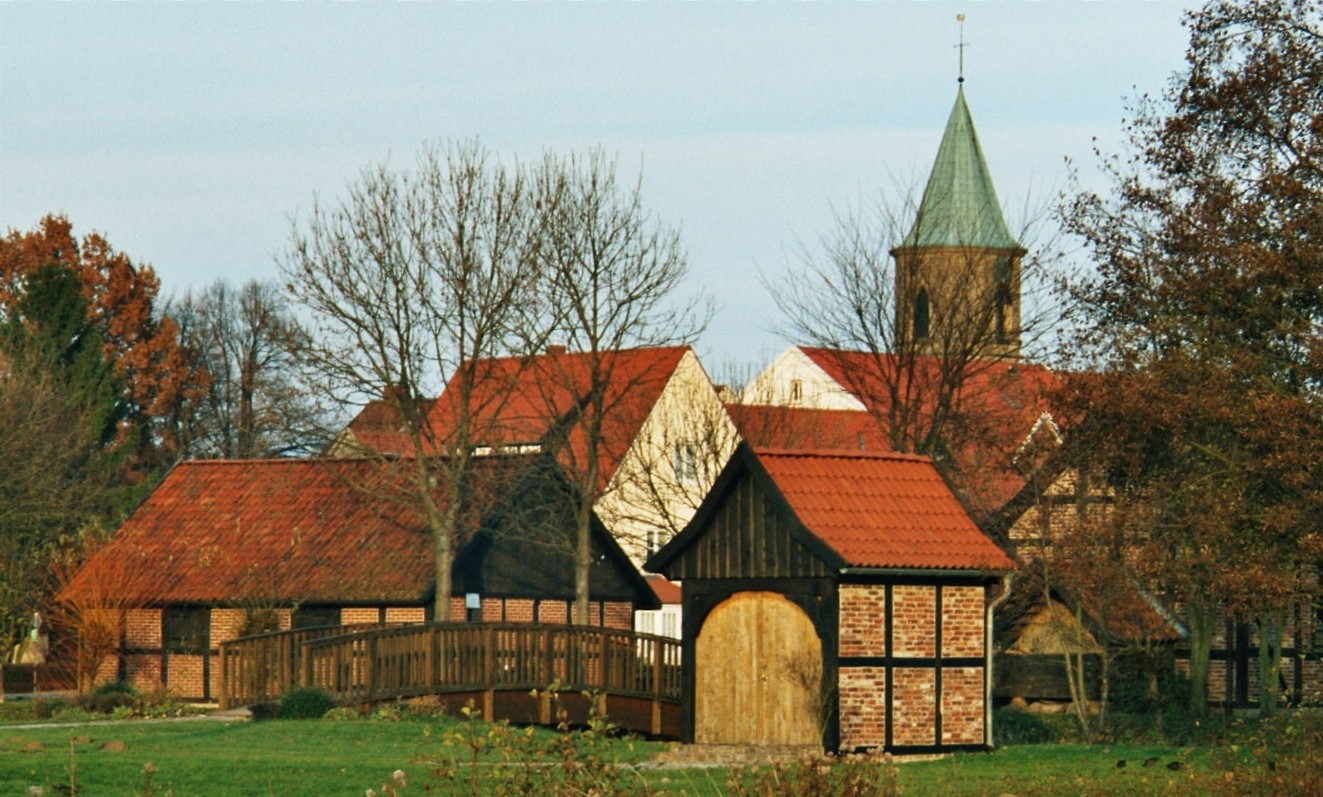
Mühleninsel Venne

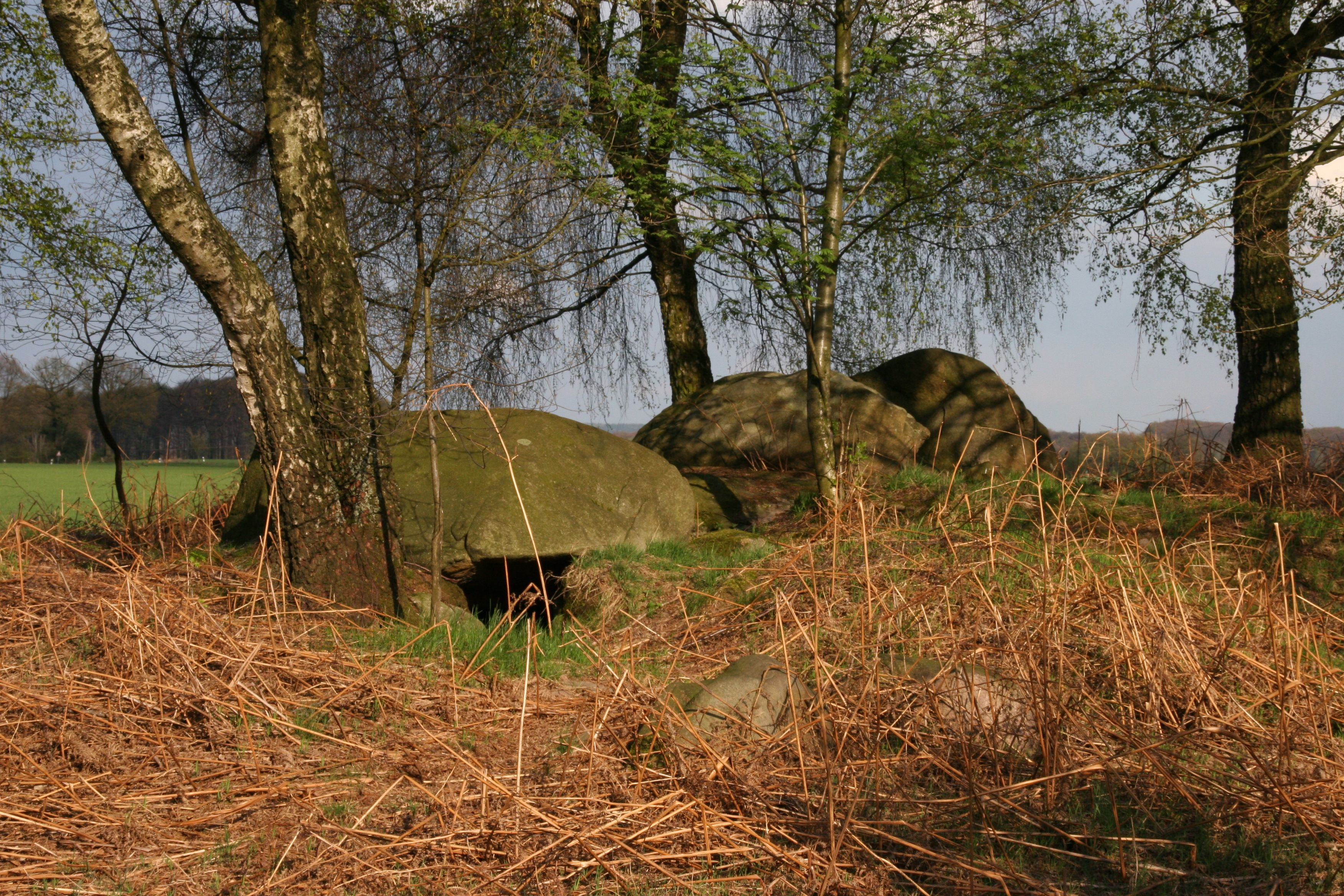
Megalithgrab Dübberort I in Haaren
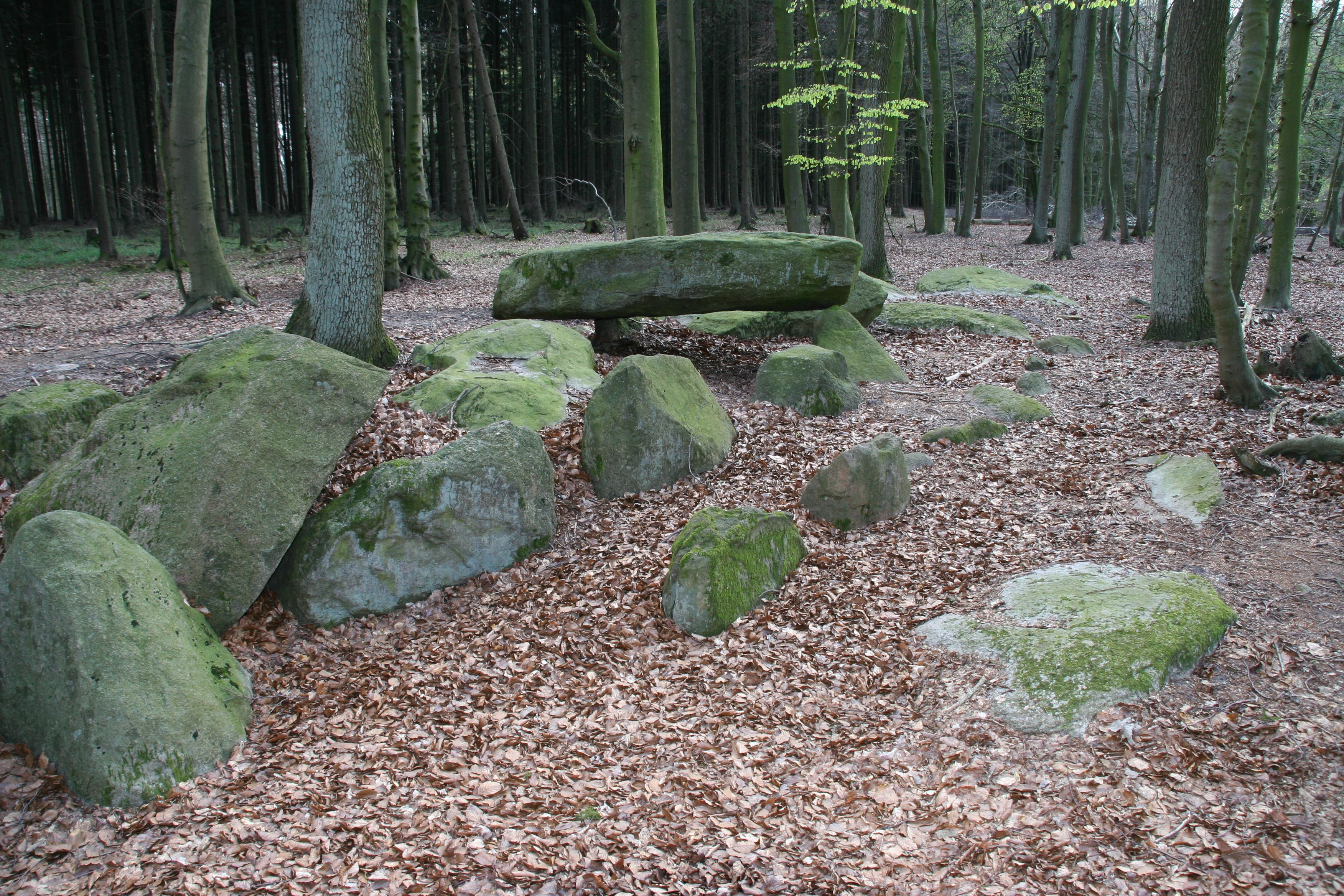
Megalithgrab Dübberort II in Haaren
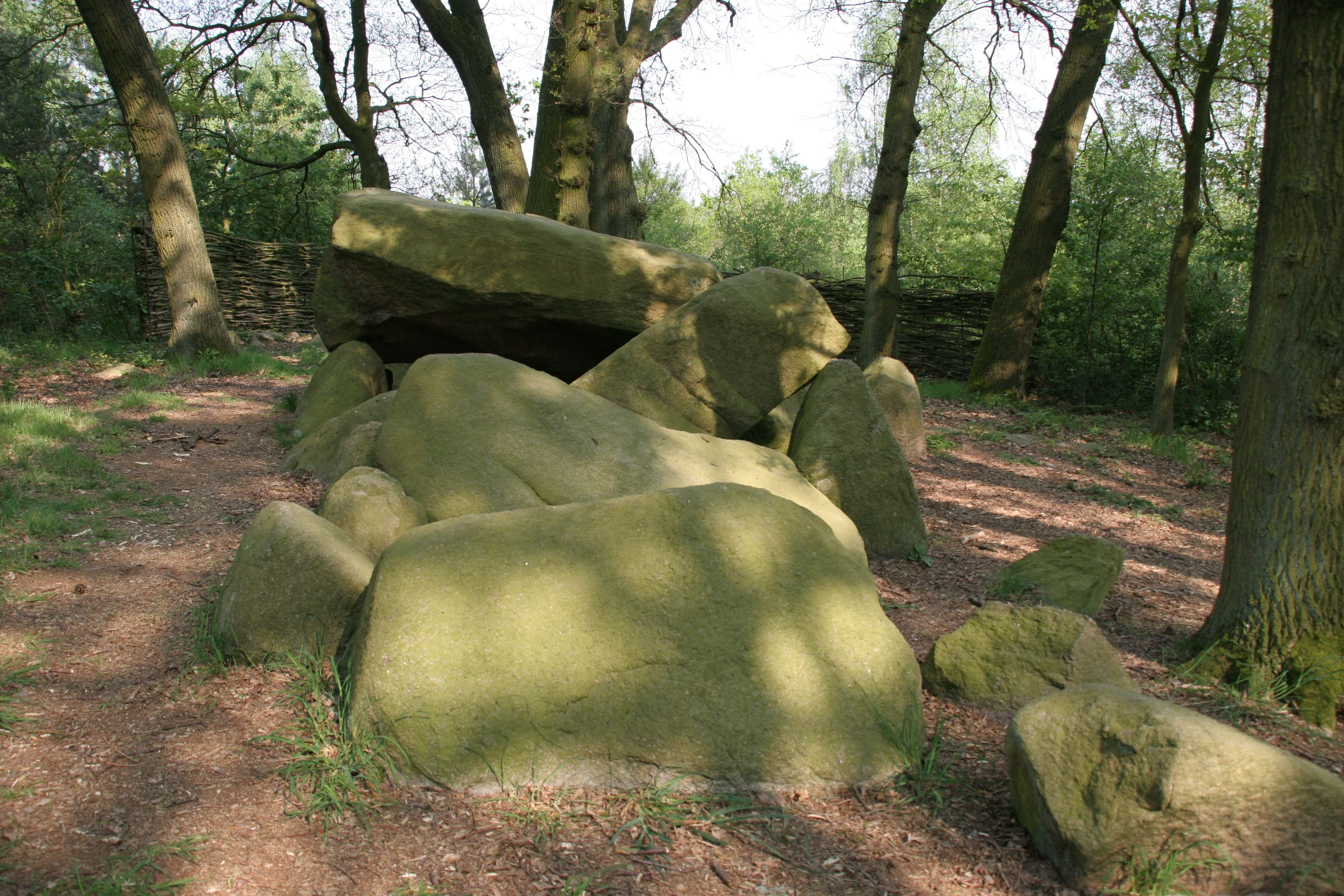
Megalithgrab Darpvenne I
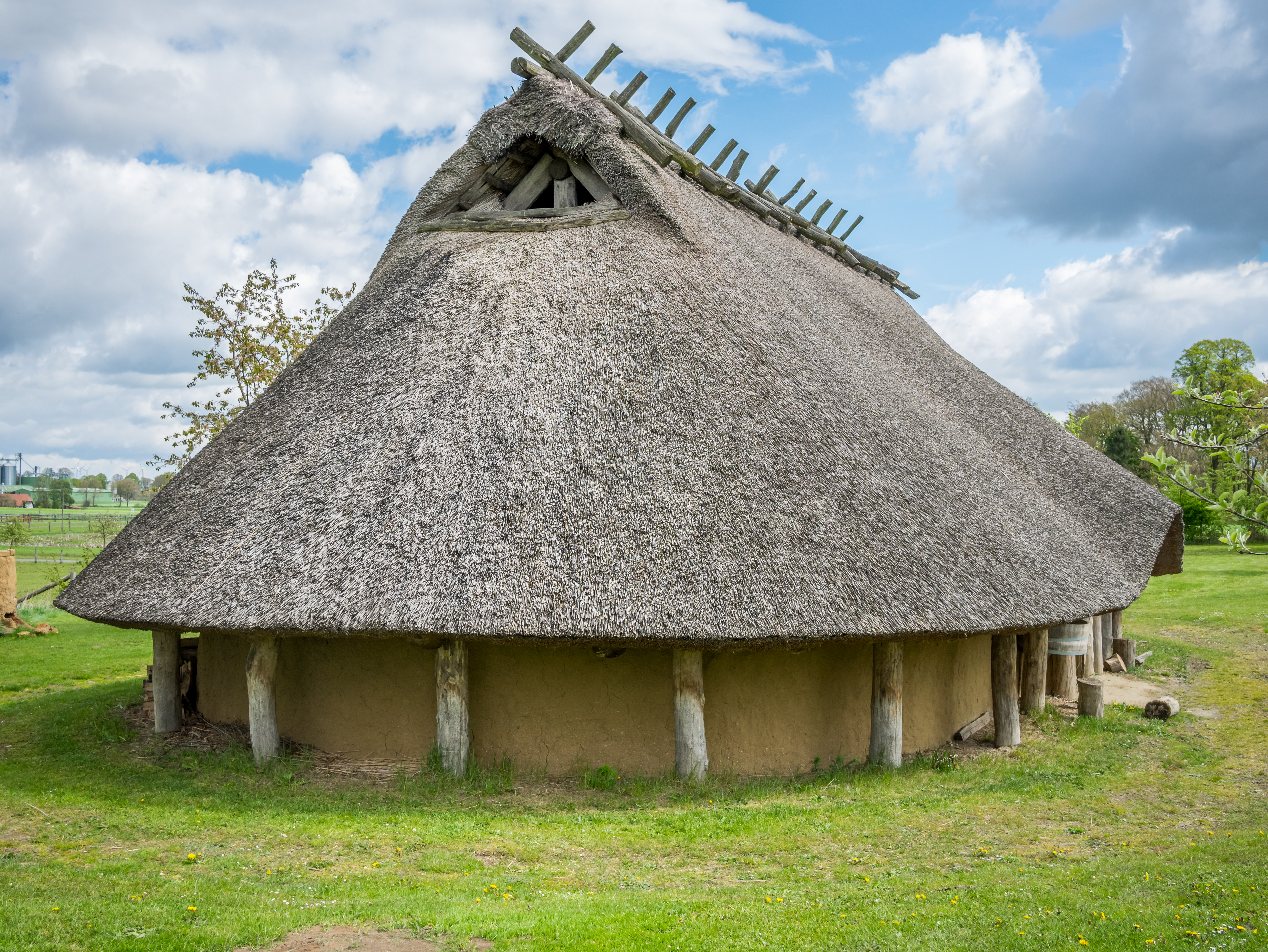
Eisenzeithaus Darpvenne

Sehenswert ist die Museumsinsel in Venne. Ostercappeln ist eine Etappe der Straße der Megalithkultur und liegt am DiVa Walk.

### Sport
Es gibt einen Golfclub mit öffentlichem 3-Loch-Kurzplatz und eine 18-Löcher-Anlage. Der Freizeitpark Kronensee verfügt über einen Camping- und Mobilheimpark. Wassersport ist im 40 ha großen Kronensee möglich. Das ausgeschilderte Rad- und Wandernetz umfasst ein Leitsystem mit diversen Themenrouten. Angeln ist an den Teichen der Petkenburg möglich.

### Stolpersteine
Aufgrund des 70. Jahrestages der Reichspogromnacht am 9. November 2008 wurden am 11. November 2008 in Ostercappeln sechs Stolpersteine des Kölner Künstlers Gunter Demnig verlegt. Sie sollen an die Opfer der nationalsozialistischen Diktatur erinnern und werden vor deren ehemaligen Wohn- oder Arbeitsstätten verlegt.

## Wirtschaft und Infrastruktur

### Verkehr
Die Bundesstraßen Bundesstraßen B 51 und B 65 durchqueren den südlichen Gemeindeteil Ostercappeln auf einer gemeinsamen Strecke (Bremer Straße) in Ost-West-Richtung. Die B 218 durchquert die nördlichen Gemeindeteile Venne und Schwagstorf von Nordwesten nach Südosten.
Die Gemeindeteile Venne, Schwagstorf und Ostercappeln haben werktags eine stündliche Nahverkehrsanbindung von und nach Osnabrück (Linie X275 der VOS-NordOst). Am Freitag und Samstag verkehrt zudem ein Nachtbus von und nach Osnabrück. Ostercappeln ist über die Linie N276 angebunden. Venne und Schwagstorf sind über die N273 angebunden.
Ferner gibt es stündlich eine Busanbindung nach Bad Essen, Pr. Oldendorf.
Die Eisenbahnstrecke Osnabrück–Bremen führt durch das Gemeindegebiet. Der Bahnhof im Gemeindeteil Ostercappeln ist jedoch nicht mehr in Betrieb.
Der Mittellandkanal führt von West nach Ost durch die Gemeinde.

### Bildung
- Grundschule am Wiehengebirge in Ostercappeln (Hauptstandort)
- Grundschule zur Schnippenburg in Schwagstorf (Außenstelle)
- Mühlenbachschule Venne (Grundschule)
- Ludwig-Windthorst-Schule Ostercappeln (Oberschule)
- Musikschule

## Persönlichkeiten

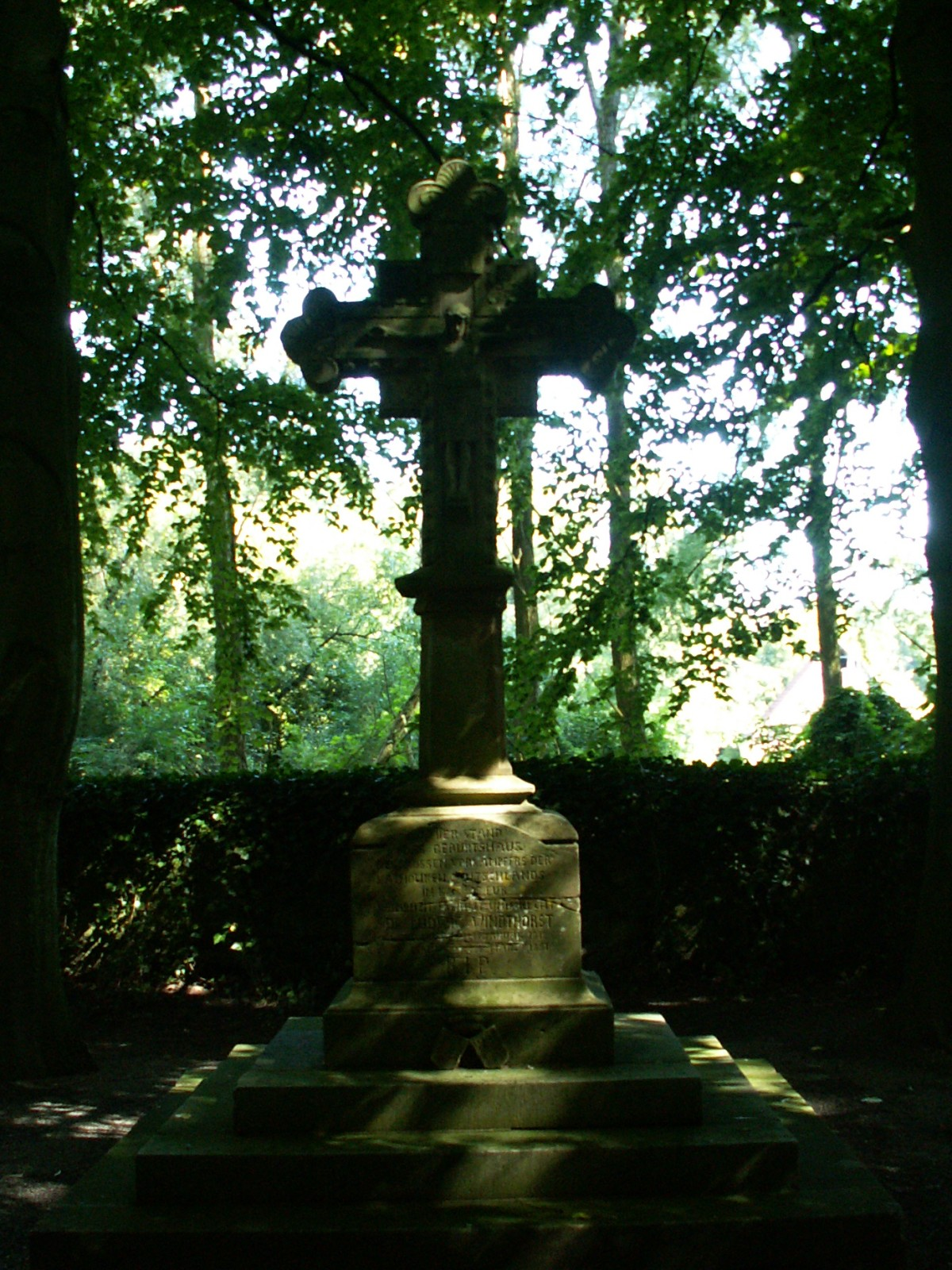
Ludwig-Windthorst-Gedenkstätte

### Söhne und Töchter von Ostercappeln
- Johann Ernst von Hanxleden (1681–1732), Jesuit, Orientalist und Missionar in Indien
- Franz Hermann Glandorff (1687–1763), Jesuit, Missionar bei den Tarahumara in Mexiko
- Johannes Heinrich Beckmann (1802–1878), Bischof von Osnabrück
- Ludwig Windthorst (1812–1891), Politiker
- Ernst Friedrich Wilhelm Rögge (1829–1908), Maler
- Haupt (Orgelbauer) (zwischen 1838 und 1898), Orgelbauerfamilie
- Franz Riepe (1885–1942), Geistlicher, Steyler Missionar, NS-Opfer
- Lambert Rosenbusch (1940–2009), Architekt und Designer
- Brigitte Meyer-Wehage (* 1958), Juristin
- Sabine Bulthaup (* 1962), Moderatorin und Schauspielerin
- Norika Creuzmann (* 1966), Politikerin (Bündnis 90/Die Grünen)
- Sabine Schiermeyer (* 1967), evangelisch-lutherische Theologin, Regionalbischöfin
- Lisei Caspers (* 1983), Dokumentarfilmerin
- Sophie Averkamp (* 1985), Regisseurin
- Michael Hohnstedt (* 1988), Fußballspieler
- Moritz von Zeddelmann (* 1988), Schauspieler
- Timo Beermann (* 1990), Fußballspieler
- Malte Beermann (* 1992), Fußballspieler
- Bennet Poniewaz (* 1993), Volleyball- und Beachvolleyballspieler
- David Poniewaz (* 1993), Volleyball- und Beachvolleyballspieler
- Moritz Heyer (* 1995), Fußballspieler
- Pia Greiten (* 1997), Ruderin

### Weitere Persönlichkeiten, die mit der Stadt in Verbindung stehen
- Helene Freifrau von Bothmer (1908–1996), deutsche Museumskuratorin und US-Model
- Rudolf Englert (1921–1989), deutscher Maler und Graphiker
- Irmel Weyer (* 1927), deutsche Ärztin und Entwicklungshelferin